# Лемонт-Ферніс (Пенсільванія)
Лемонт-Ферніс (англ. Lemont Furnace) — переписна місцевість (CDP) в США, в окрузі Файєтт штату Пенсільванія. Населення — 715 осіб (2020).

## Географія
Лемонт-Ферніс розташований за координатами 39°54′40″ пн. ш. 79°39′47″ зх. д. / 39.91111° пн. ш. 79.66306° зх. д. (39.911058, -79.663031).  За даними Бюро перепису населення США в 2010 році переписна місцевість мала площу 2,67 км², з яких 2,65 км² — суходіл та 0,02 км² — водойми.

## Демографія
Згідно з переписом 2010 року, у переписній місцевості мешкало 827 осіб у 319 домогосподарствах у складі 220 родин. Густота населення становила 310 осіб/км².  Було 345 помешкань (129/км²).
Расовий склад населення:
| - 94,1 % — білих - 3,0 % — чорних або афроамериканців - 0,1 % — корінних американців |

До двох чи більше рас належало 2,8 %. Частка іспаномовних становила 2,1 % від усіх жителів.
За віковим діапазоном населення розподілялося таким чином: 26,0 % — особи молодші 18 років, 61,9 % — особи у віці 18—64 років, 12,1 % — особи у віці 65 років та старші. Медіана віку мешканця становила 38,3 року. На 100 осіб жіночої статі у переписній місцевості припадало 105,7 чоловіків;  на 100 жінок у віці від 18 років та старших — 97,4 чоловіків також старших 18 років.
Середній дохід на одне домашнє господарство  становив 37 553 долари США (медіана — 26 458), а середній дохід на одну сім'ю — 43 226 доларів (медіана — 30 833). За межею бідності перебувало 33,5 % осіб, у тому числі 48,9 % дітей у віці до 18 років та 35,9 % осіб у віці 65 років та старших.
Цивільне працевлаштоване населення становило 296 осіб. Основні галузі зайнятості: виробництво — 23,6 %, освіта, охорона здоров'я та соціальна допомога — 20,6 %, роздрібна торгівля — 20,3 %.